# Liste der WNBA-Spielerinnen aus deutschsprachigen Nationen

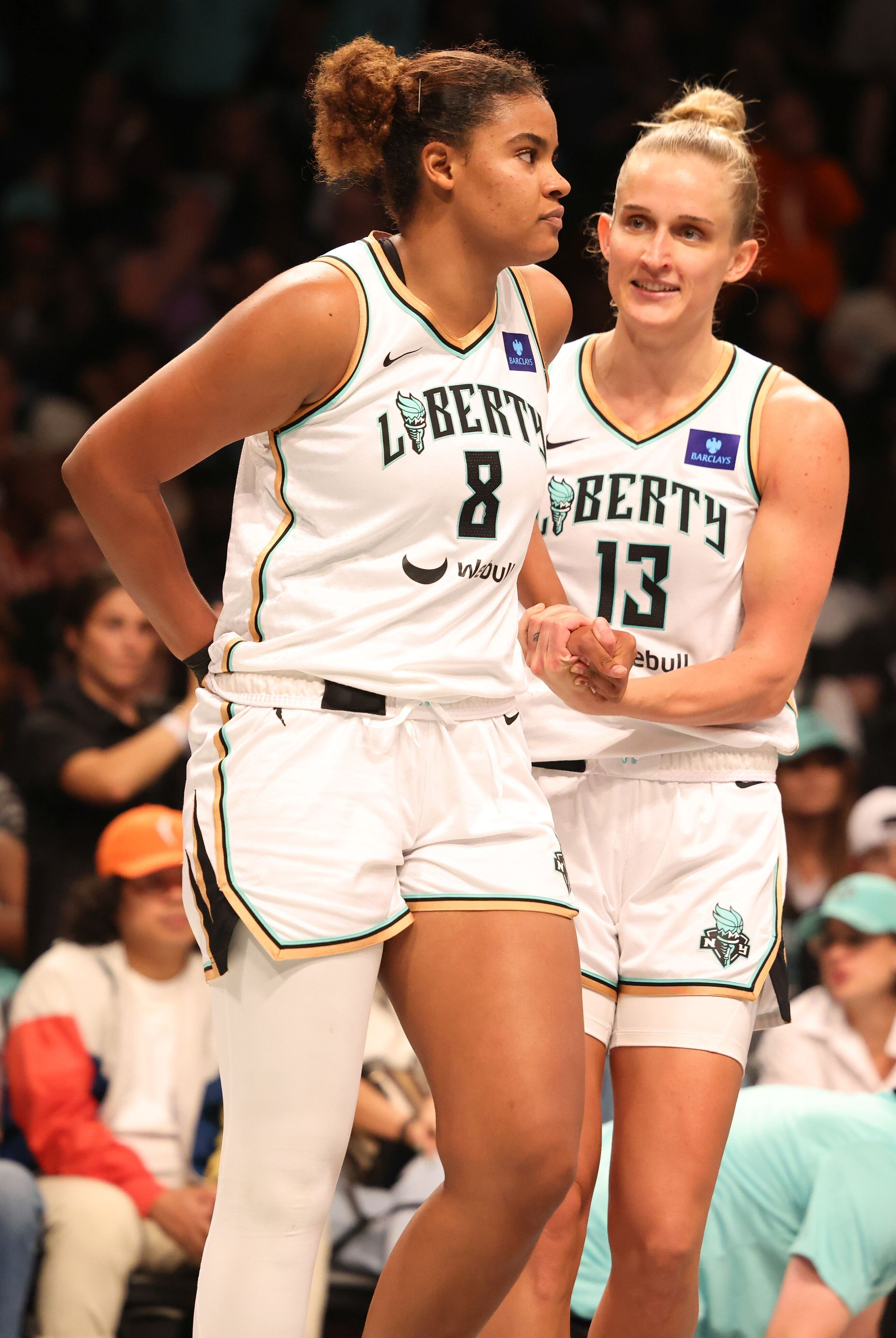
Nyara Sabally und Leonie Fiebich, amtierende Meisterinnen

Die Liste der WNBA-Spielerinnen aus deutschsprachigen Nationen beinhaltet alle Basketballspielerinnen, die in einem deutschsprachigen Land geboren wurden oder die Staatsbürgerschaft eines deutschsprachigen Landes besitzen oder besessen haben und in der Women’s National Basketball Association (WNBA) aktiv sind oder waren. Als deutschsprachige Nationen gelten hierbei Deutschland, Österreich, die Schweiz, Luxemburg und Liechtenstein.
Die erste der drei Listen enthält Spielerinnen, die die Staatsbürgerschaft durch das Prinzip der Abstammung und/oder des Geburtsortes erworben haben. Die zweite Liste enthält Spielerinnen, die in einem deutschsprachigen Land geboren wurden, aber eine andere Staatsbürgerschaft innehalten. In der dritten Liste werden die Spielerinnen gelistet, die im WNBA-Draft-Verfahren gezogen wurden, unabhängig davon, ob sie tatsächlich eingesetzt wurden.
Den statistischen Informationen werden ausschließlich Spiele der regulären Saison zu Grunde gelegt und den Jahreszahlen die tatsächlichen Einsatzjahre, wobei „heute“ nicht notwendigerweise einen aktuellen Saisoneinsatz voraussetzen muss.

## Legende
Stand: 17. August 2025.
| R     | Im Nationalteam repräsentierte Nationalität        |
| Pos.  | Position                                           |
| S     | Aktive Spielzeiten                                 |
| Sp    | Absolvierte Spiele                                 |
| PpS   | Punkte pro Spiel                                   |
| RpS   | Rebounds pro Spiel                                 |
| ApS   | Assists pro Spiel                                  |
| Q     | Quelle                                             |
| k. A. | keine Angabe                                       |
|       | Aktuell aktive WNBA-Spielerin (Stand: Saison 2025) |

## Spielerinnen mit der Staatsbürgerschaft eines deutschsprachigen Landes
| Spieler0          | Nationalität0                  | R           | Geburtsort        | Pos.            | von  | bis   | S | Sp  | PpS  | RpS | ApS | Franchises                                           | Q      |
| ----------------- | ------------------------------ | ----------- | ----------------- | --------------- | ---- | ----- | - | --- | ---- | --- | --- | ---------------------------------------------------- | ------ |
| Marlies Askamp    | Deutschland                    | Deutschland | Dorsten           | Center          | 1997 | 2002  | 6 | 172 | 6,0  | 4,8 | 0,6 | Phoenix Mercury, Miami Sol, Los Angeles Sparks       | [ 1 ]  |
| Satou Sabally     | Deutschland Vereinigte Staaten | Deutschland | New York City     | Forward         | 2020 | heute | 6 | 125 | 16,0 | 6,9 | 3,4 | Dallas Wings, Phoenix Mercury                        | [ 2 ]  |
| Nyara Sabally     | Deutschland                    | Deutschland | Berlin            | Forward         | 2023 | heute | 3 | 74  | 3,9  | 3,4 | 0,5 | New York Liberty                                     | [ 3 ]  |
| Linda Fröhlich    | Deutschland                    | Deutschland | Pforzheim         | Forward/ Center | 2002 | 2007  | 4 | 72  | 2,3  | 1,3 | 0,4 | New York Liberty, Indiana Fever, Sacramento Monarchs | [ 4 ]  |
| Leonie Fiebich    | Deutschland                    | Deutschland | Landsberg am Lech | Forward         | 2024 | heute | 2 | 67  | 7,7  | 3,3 | 1,7 | New York Liberty                                     | [ 5 ]  |
| Marie Gülich      | Deutschland                    | Deutschland | Altenkirchen      | Center          | 2018 | 2020  | 3 | 66  | 2,5  | 1,9 | 0,4 | Phoenix Mercury, Atlanta Dream, Los Angeles Sparks   | [ 6 ]  |
| Luisa Geiselsöder | Deutschland                    | Deutschland | Ansbach           | Forward         | 2025 | heute | 1 | 24  | 7,2  | 4,7 | 1,6 | Dallas Wings                                         | [ 7 ]  |
| Alexis Peterson   | Deutschland Vereinigte Staaten | Deutschland | Columbus          | Guard           | 2017 | 2017  | 1 | 17  | 2,1  | 1,2 | 0,8 | Seattle Storm                                        | [ 8 ]  |
| Inga Orechowa     | Österreich Ukraine             | U18         | Sewastopol        | Center          | 2014 | 2015  | 2 | 6   | 0    | 0,3 | 0   | Atlanta Dream, Connecticut Sun                       | [ 9 ]  |
| Martina Weber     | Deutschland                    | Deutschland | Trier             | Center          | 2007 | 2007  | 1 | 2   | 0    | 0,5 | 0   | New York Liberty                                     | [ 10 ] |

## Spielerinnen, die in einem deutschsprachigen Land geboren wurden
| Spieler0       | Nationalität0             | R      | Geburtsort  | Pos.            | von  | bis   | S  | Sp  | PpS | RpS | ApS | Franchises                                                                 | Q      |
| -------------- | ------------------------- | ------ | ----------- | --------------- | ---- | ----- | -- | --- | --- | --- | --- | -------------------------------------------------------------------------- | ------ |
| Kayla Thornton | Vereinigte Staaten        |        | Deutschland | Forward         | 2015 | heute | 10 | 296 | 7,6 | 4,4 | 1,2 | Washington Mystics, Dallas Wings, New York Liberty, Golden State Valkyries | [ 11 ] |
| LaToya Sanders | Vereinigte Staaten Türkei | Turkei | Nürnberg    | Forward         | 2008 | 2019  | 7  | 155 | 5,7 | 2,9 | 1,0 | Phoenix Mercury, Minnesota Lynx, Los Angeles Sparks, Washington Mystics    | [ 12 ] |
| Kasha Terry    | Vereinigte Staaten        |        | Nürnberg    | Forward/ Center | 2006 | 2008  | 3  | 41  | 3,1 | 2,4 | 0,4 | Indiana Fever, Atlanta Dream                                               | [ 13 ] |

## WNBA-Drafts mit Spielerinnen aus deutschsprachigen Ländern
| Spieler0           | Nationalität0                    | R           | Geburtsort        | WNBA Draft | Pick | gewählt von        | Q      |
| ------------------ | -------------------------------- | ----------- | ----------------- | ---------- | ---- | ------------------ | ------ |
| Sophie von Saldern | Deutschland                      | Deutschland | Göttingen         | 2000       | 49.  | Cleveland Rockers  | [ 14 ] |
| Linda Fröhlich     | Deutschland                      | Deutschland | Pforzheim         | 2002       | 26.  | New York Liberty   |        |
| Kasha Terry        | Vereinigte Staaten               |             | Nürnberg          | 2006       | 26.  | Indiana Fever      |        |
| Martina Weber      | Deutschland                      | Deutschland | Trier             | 2007       | 29.  | New York Liberty   |        |
| LaToya Pringle     | Vereinigte Staaten / Türkei      | Turkei      | Nürnberg          | 2008       | 13.  | Phoenix Mercury    |        |
| Inga Orechowa      | Österreich / Ukraine             | U18         | Sewastopol        | 2014       | 18.  | Atlanta Dream      |        |
| Alexis Peterson    | Deutschland / Vereinigte Staaten | Deutschland | Columbus          | 2017       | 15.  | Seattle Storm      |        |
| Marie Gülich       | Deutschland                      | Deutschland | Altenkirchen      | 2018       | 12.  | Phoenix Mercury    |        |
| Satou Sabally      | Deutschland                      | Deutschland | New York City     | 2020       | 02.  | Dallas Wings       |        |
| Luisa Geiselsöder  | Deutschland                      | Deutschland | Ansbach           | 2020       | 21.  | Dallas Wings       |        |
| Leonie Fiebich     | Deutschland                      | Deutschland | Landsberg am Lech | 2020       | 22.  | Los Angeles Sparks |        |
| Nyara Sabally      | Deutschland                      | Deutschland | Berlin            | 2022       | 05.  | New York Liberty   |        |